# Amir Fryszer Guttman

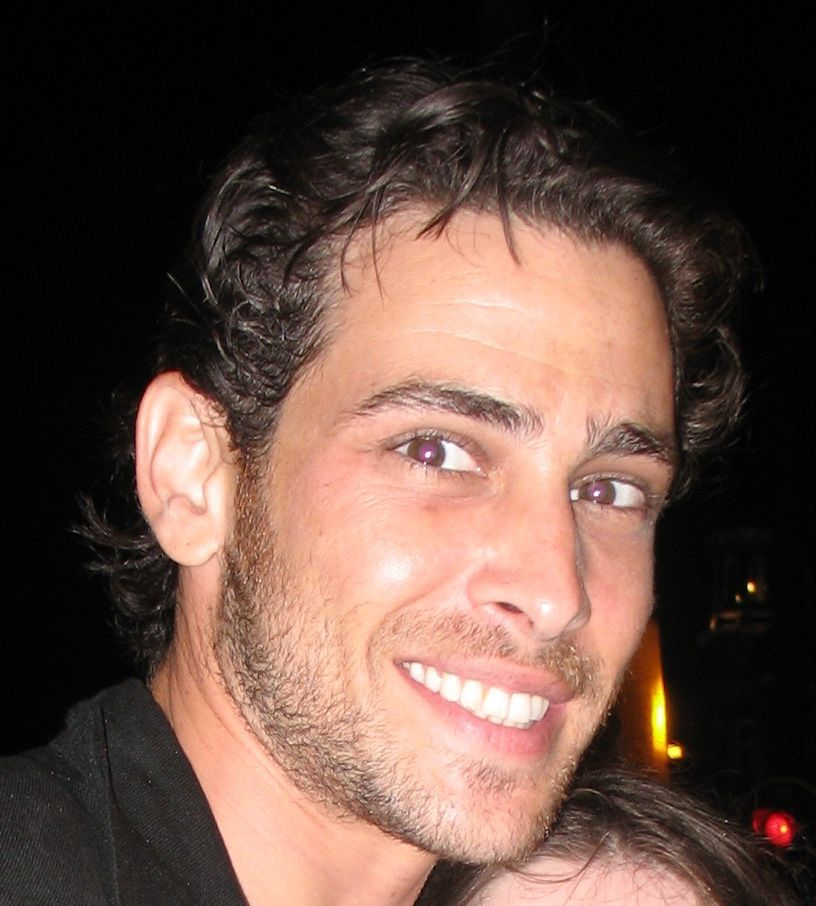
Amir Fryszer Guttman (2008)

Amir Fryszer Guttman, geboren als Amir Fayger (* 25. April 1976 in Kirjat Chaim, Haifa, Israel; † 23. Juli 2017 in Haifa, Israel), war ein israelischer Pop- und  Musicalsänger sowie LGBT-Aktivist.

## Leben und Wirken
Geboren als Amir Fayger kürzte er den Nachnamen seines Vaters nach der Scheidung seiner Eltern und fügte den mütterlichen Familiennamen Guttman hinzu.
Nach seinem Militärdienst begann er zunächst eine Laufbahn als Model und Journalist. 1996 wurde er als Mitglied der Boyband „Hi Five“ gecastet. Die Band ging im Jahr 2000 auseinander und Guttman begann seine Solokarriere. Sein erstes Album hieß Mantra. Danach begann er eine Karriere als Musicaldarsteller in Musicals wie Das hässliche Entlein, Hänsel und Gretel und Peter Pan.
2007 hatte er sein Coming-out als Homosexueller, nach einem Interview für eine Zeitung. Seitdem war er in Israel und im Ausland ein bekannter LGBT-Aktivist. 2008 trat er auf dem Christopher Street Day in Amsterdam auf und spielte vor rund 100.000 Menschen seinen Song Once Again. 2009 heiratete er seinen Lebensgefährten Yanai Fryszer, dessen Nachnamen er annahm. Es war die erste prominente Schwulenehe in der Geschichte Israels. Mit seinem Ehemann adoptierte er ein Kind. 2010 trat er auch in Deutschland auf und war einer der Eröffnungsmusiker der Gay Games in Köln.

## Todesumstände
Im März 2016 war bei Guttman ein Non-Hodgkin-Lymphom diagnostiziert worden und er erhielt Chemotherapie. Diese Fehldiagnose wurde drei Monate später erkannt und zurückgenommen.

Am Neve-Yam-Strand von Atlit gab es deshalb am ersten Jahrestag der Rücknahme dieser Diagnose eine private Feier. Beim Baden im rauen Meer wurden Guttman, seine neunjährige Nichte und eine weitere Person abgetrieben. Während des Versuchs, seine Nichte über Wasser zu halten, ertrank er beinahe und starb einen Tag später an Multiorganversagen im Rambam-Krankenhaus in Haifa, ohne das Bewusstsein wiedererlangt zu haben. Die anderen Beteiligten wurden ohne körperliche Schäden gerettet.

## Alben
- 2000: Mantra
- 2007: Honey Hives
- 2008: I Feel